# 2,3-二氯-1,4-萘醌
2,3-二氯-1,4-萘醌是一种杀菌剂和杀藻剂。这种用杀菌剂适用于水果、蔬菜、大田作物、观赏植物以及住宅和商业户外区域，也被用于控制蓝藻。它不是持久性土壤有機污染物，对哺乳动物有中等的毒性。
它可由萘氯化后氧化得到：